# Onychopterocheilus skorikovi
Onychopterocheilus skorikovi är en stekelart som först beskrevs av Kostylev 1940.  Onychopterocheilus skorikovi ingår i släktet Onychopterocheilus och familjen Eumenidae. Inga underarter finns listade i Catalogue of Life.